# Luis Andrés Fajardo Arturo
Luis Andrés Fajardo Arturo (Pasto, 20 de septiembre de 1977) es abogado, docente e investigador universitario. Fue magistrado auxiliar de la Corte Constitucional de Colombia, asesor de agencias internacionales, y profesor de Derechos Humanos y Derecho Constitucional de varias universidades de Colombia y en el Instituto Interamericano de Derechos Humanos en Costa Rica.  
Fue columnista de opinión en los periódicos La República y El Colombiano, y en Noticias RCN. Se desempeñó como Vicedefensor del Pueblo de Colombia desde el 17 de septiembre de 2020 hasta el 29 de mayo de 2024.

## Estudios
Luis Andrés Fajardo Arturo se graduó de bachiller académico en el Colegio Champagnat de Pasto en 1994, en 2001 obtuvo el título de abogado en la Facultad de Derecho de la Universidad Sergio Arboleda con la tesis sobre Responsabilidad Administrativa del Estado por las vulneraciones de Derechos en la Zona de Distensión.
Entre 2001 y 2004 estudió en Europa, donde obtuvo el Diploma Superior de la Universidad en Derecho Internacional Público en la Universidad Pantheón-Assas, París II; el Certificado de Estudios Jurídicos - CEJI del Instituto de Altos Estudios Internacionales – IHEI de la Universidad París II; el Título de primer grado de especialización en Derecho Internacional y Europeo de los Derechos Humanos y Derecho Internacional Humanitario, en la Universidad de Alcalá de Henares en España y finalmente fue becado para tomar el curso de Derecho y Relaciones Internacionales en la Universidad de Salónica en Grecia.
En los veranos de 2007 y 2008, respectivamente, cursó el Programa de Estudios Avanzados en Derechos Humanos y Derecho Internacional Humanitario en la Academia de Derechos Humanos y DIH de American University, en Washington D. C.
En 2009 obtuvo el título de máster en Derecho, en la Universidad Sergio Arboleda con la tesis sobre «Implementación del SIDH a través del Bloque de Constitucionalidad en Colombia» que obtuvo calificación sobresaliente. Actualmente, cursa el doctorado en Derecho.

## Trayectoria profesional
Luis Andrés Fajardo Arturo inició su carrera como catedrático universitario y asesor jurídico en enero de 2004. Desde entonces ha sido docente de la cátedra de Derecho Internacional Público y en especializaciones y maestrías de Derechos Humanos en diversas universidades del país. 
Al mismo tiempo, se ha desempeñado como asesor experto en Derechos Humanos y Derecho Internacional Humanitario en organizaciones como Colombia Diversa, la CCJ , la Agencia Alemana de Cooperación - GIZ, el Instituto para la Justicia y el Desarrollo Sostenible, la Organización Internacional para las Migraciones - OIM, y en proyectos de UNICEF y la Unión Europea. 
También fue asesor en proyectos del Ministerio del Interior de Colombia y del Ministerio de Defensa Nacional de Colombia, relativos a justicia transicional y derechos de las víctimas del conflicto armado.  
Ha sido conferencista en temas de Derechos Humanos en Alemania, Brasil y Costa Rica, así como capacitador en temas relacionados con justicia transicional y reparación colectiva para funcionarios de la Defensoría del Pueblo, de la Fiscalía General de la Nación y de la Unidad Nacional de Tierras de Colombia.
En los últimos años se ha desempeñado como servidor público, así: de 2015 a 2020 fue Magistrado Auxiliar de la Corte Constitucional de Colombia, y en el año en el año 2020 fue ternado ante la Cámara de Representantes para ocupar el cargo de Defensor del Pueblo. De septiembre de 2020 hasta el 29 de mayo de 2024 se desempeñó como Vicedefensor del Pueblo de Colombia.

## Publicaciones
- Justicia transicional: el caso de Colombia. (coautor) Ed. Universidad Externado de Colombia, 2016.[10]
- Violencia Sexual (coautor) Ed. Planeta, 2015.[11]
- Tendencias secularizadoras en un mundo globalizado. (coautor - editor) Ed. Fondo de publicaciones Universidad Sergio Arboleda, 2015.[12]
- Reclutamiento de niñas y niños (autor) Ed. Planeta, 2014.
- El análisis de contexto en la investigación penal: (coautor) crítica del trasplante de derecho internacional al derecho interno. Ed. Universidad Externado de Colombia, 2015.
- Sistema táctico básico para el uso adecuado de la fuerza en la policía nacional - módulo de enseñanza - (coautor) Ed. Policía Nacional de Colombia, 2014.
- Territorio y conflicto. (autor) Módulo de enseñanza. Ed. Programa Democracia y Derechos Humanos de la Unión Europea, dirigido a la Defensoría del Pueblo, 2013.
- Desarrollo humano sustentable ¿un derecho humano? (autor) ed. Fondo de publicaciones Universidad Sergio Arboleda, 2009.
- Implementación del SIDH en Colombia a través del bloque de constitucionalidad. (autor) Ed. Biblioteca Jurídica Dike Ltda. (Medellín), 2009.
- Colaboración, inclusión y desarrollo. La nueva traducción del derecho a la igualdad. (Coautor) Ed. Fondo de Publicaciones Universidad Sergio Arboleda, 2006.

### Capítulos de libros
- Epílogo. La transformación del sistema de fuentes en el ordenamiento jurídico colombiano y su impacto en la recepción interna del derecho penal internacional en: Tratado de autoría y participación en derecho penal internacional, Héctor Olásolo. (pág. 943-960), año 2013.
- Los estándares internacionales en materia de derechos humanos y sus efectos respecto del derecho penal colombiano en materia de prescripción de la acción penal, en: La Investigación Jurídica y Sociojurídica en Colombia alcances y resultados de investigación, RED SOCIOJURIDICA (pág. 33-55) año 2009.
- La ley de justicia y Paz a la luz del bloque de constitucionalidad, en: Manual de Procedimiento para la Ley de Justicia y Paz, GIZ (pág. 44-117) año 2009.

## Distinciones
- Medalla “General José María Córdoba" (2015). Orden del mérito del Ejército Nacional de Colombia.
- Premio “Mejor Grupo de Investigación” (2014) de la Facultad de Derecho en la Universidad Sergio Arboleda.
- Medalla “General José Hilario López Valdés” (2013) al mérito en Derechos Humanos, de las Fuerzas Militares de Colombia.
- Joven sobresaliente de Colombia en la categoría “Liderazgo y Logros Académicos” TOYP, (2012) Cámara Júnior Internacional.[13]